# Samir El Moussaoui
Samir El Moussaoui (L'Aia, 17 settembre 1986) è un calciatore olandese di origine marocchina, difensore dell'FC Skillz.

## Carriera
Cresciuto nelle giovanili del Feyenoord prima e dell'ADO Den Haag poi, nel 2006 è stato integrato nella rosa della prima squadra dell'ADO Den Haag. Ha debuttato in Eredivisie il 16 febbraio 2007, nell'incontro Willem II-ADO Den Haag (2-1). Nella sua prima stagione con il club gialloverde ha collezionato 5 presenze in campionato. Nella stagione successiva, in Eerste Divisie, è riuscito a trovare maggiore spazio, disputando 28 incontri di campionato e 3 nei play-off. Ottenuta la promozione in Eredivisie, nella prima parte della stagione 2008-2009 ha disputato 6 incontri nel massimo campionato. Al termine della stagione 2008-2009, scaduto il contratto con l'ADO Den Haag, è rimasto svincolato. Con il club gialloverde ha collezionato, in tre stagioni, 11 presenze in Eredivisie, 28 in Eerste Divisie, 3 nei play-off dell'Eerste Divisie e una in KNVB beker. Il 4 giugno 2009 è stato ingaggiato a parametro zero dal Den Bosch. Il 6 luglio 2009 ha rescisso il proprio contratto. Il successivo 26 luglio ha firmato un contratto con l'Excelsior. Il debutto con il club rossonero è avvenuto l'11 dicembre 2009, nell'incontro di campionato Excelsior-Emmen (4-1). Il 4 gennaio 2010 ha rescisso il proprio contratto. Nell'estate 2010 è stato ingaggiato dal SVV Scheveningen, club militante in Hoofdklasse. Ha militato nel club per dieci stagioni (due in Hoofdklasse, sei in Derde Divisie e due in Tweede Divisie). Nel 2020 si è accasato al Wateringse. Il 21 febbraio 2021 è stato ufficializzato il suo passaggio allo Skillz.